# Trail-Orienteering-Weltmeisterschaften 2012
Die 9. Trail-Orienteering-Weltmeisterschaften fanden vom 6. bis 9. Juni 2012 in Schottland in zwei Gebieten in Tentsmuir statt. Sie fanden nicht wie vorherige Weltmeisterschaften parallel zu den Orientierungslauf-Weltmeisterschaften statt, sondern knapp einen Monat davor.
97 Teilnehmer aus 23 Ländern nahmen an den Weltmeisterschaften teil.

## Paralympische Klasse
| Platz | Land | Athlet/in           | Punkte | Zeit  |
| ----- | ---- | ------------------- | ------ | ----- |
| 1     | SWE  | Ola Jansson         | 42     | 138   |
| 2     | FIN  | Pekka Seppä         | 41     | 75    |
| 3     | RUS  | Dmitri Kutscherenko | 40     | 252,5 |
| 4     | LTU  | Evaldas Butrimas    | 39     | 66    |
| 5     | CRO  | Ivica Bertol        | 39     | 177,5 |
| 6     | FIN  | Kari Pinola         | 38     | 191,5 |
| 7     | RUS  | Pawel Schmatow      | 37     | 111   |
| 8     | SWE  | Inga Gunnarsson     | 37     | 127,5 |

Datum: 8. und 9. Juni 2012

Ort: Tentsmuir

## Offene Klasse
| Platz | Land | Athlet/in            | Punkte | Zeit  |
| ----- | ---- | -------------------- | ------ | ----- |
| 1     | SWE  | Stig Gerdtman        | 44     | 118,5 |
| 2     | UKR  | Witalij Kyrytschenko | 44     | 159   |
| 3     | UKR  | Sergei Stojan        | 43     | 60    |
| 4     | GER  | Christian Gieseler   | 43     | 68,5  |
| 5     | GBR  | Ian Ditchfield       | 43     | 71,5  |
| 6     | NED  | Mark Heikoop         | 43     | 79    |
| 7     | FIN  | Antti Ruusanen       | 43     | 143,5 |
| 8     | NOR  | Martin Jullum        | 42     | 34    |

Datum: 8. und 9. Juni 2012

Ort: Tentsmuir

## Mannschaft
| Platz | Land | Athleten                                                 | Punkte | Zeit  |
| ----- | ---- | -------------------------------------------------------- | ------ | ----- |
| 1     | FIN  | Lauri Kontkanen Antti Rusanen Pekka Seppä                | 72     | 91    |
| 2     | SWE  | Stig Gerdtman Ole Jansson Marit Wiksell                  | 72     | 148,5 |
| 3     | CRO  | Ivo Tišljar Ivica Bertol Zdenko Horjan                   | 71     | 124,5 |
| 4     | LTU  | Andrius Jovaisa Evaldas Liekmanis Evaldas Butrimas       | 70     | 106,5 |
| 5     | CZE  | Tomáš Leštínský Libor Forst Pavel Dudík                  | 69     | 67    |
| 6     | UKR  | Serhij Stojan Witalij Kyrytschenko Wladyslaw Posnjanskyj | 68     | 267,5 |
| 7     | GBR  | Ian Ditchfield John Kewley John Crosby                   | 65     | 117   |
| 8     | LAT  | Zita Rukšane Guntars Mankus Guntis Jakubovskis           | 65     | 242,5 |

Datum: 9. Juni 2013

Ort: Tentsmuir

## Medaillenspiegel
| Platz | Land     | Gold | Silber | Bronze | Gesamt |
| ----- | -------- | ---- | ------ | ------ | ------ |
| 1     | Schweden | 2    | 1      | –      | 3      |
| 2     | Finnland | 1    | 1      | –      | 2      |
| 3     | Ukraine  | –    | 1      | 1      | 2      |
| 4     | Kroatien | –    | –      | 1      | 1      |
| 4     | Russland | –    | –      | 1      | 1      |